# I Pelopidi, ovvero Atreo e Tieste
I Pelopidi, ovvero Atreo e Tieste (Les Pélopides, ou Atrée et Thieste) è una tragedia in cinque atti composta da Voltaire nel 1771. Fu l'unica, tra le opere teatrali dell'autore, a non essere rappresentata.

## Trama

### Atto primo
Da un anno, una guerra intestina funesta Argo. Tieste, infatti, ha rapito la bella Erope il giorno in cui la fanciulla convolava a nozze con suo fratello Atreo, sovrano della città. Tieste ha rifiutato di restituirla, e la contesa ha avuto inizio. Ippodamia, madre dei due fratelli, dispera che la situazione possa risolversi, mentre l'arconte Polemone invita a fare affidamento sulla ragione e confida in una prossima pace, assistito nei suoi sforzi dal senato.
Erope, intanto, fa nascondere il figlioletto segretamente avuto da Tieste. Incontra quindi Ippodamia, cui confessa la propria colpevolezza. Ippodamia, pur riconoscendo in Erope la ragione di ogni male, prova pietà per la sua sorte e non sa sopprimere il suo amore materno per lei.

### Atto secondo
Mentre infuriavano i combattimenti Tieste e Atreo si sono scagliati l'uno contro l'altro, ma Polemone, accompagnato dai senatori, li ha separati. Il popolo, alla vista delle auguste autorità cittadine, ha deposto le armi, mentre i due fratelli si sono giurati la pace: Tieste dovrà governare a Micene, Atreo potrà riprendersi la legittima sposa.
Ippodamia è felice, ma Tieste teme per Erope, divenuta in segreto sua consorte, e per il figlio, la cui esistenza non è nota al re. All'amata confida di non volersi arrendere al proprio destino; la nascita di un figlio è per lui il segno che gli dèi approvano la loro unione. Erope, innamorata di Tieste ma oppressa dal peso della colpa, decide di ritirarsi nel tempio fino alla fine dei suoi giorni.

### Atto terzo
La diffidenza di Atreo turba la madre, che rimprovera al figlio un'eccessiva freddezza. Il re non crede ai giuramenti di Tieste e ritiene inoltre che le preferenze della madre siano per il fratello. Rimasto solo con Ida, rivela le proprie paure e i propri tormenti: teme un complotto ordito dalla madre, da Polemone e da Tieste nei suoi riguardi, e al tempo stesso non sa vincere l'amore provato per Erope, nonostante la riconosca colpevole. L'idea di doverla punire lo angoscia.
Ippodamia giunge ad annunciare che Erope si è ritirata nel tempio. Infuriato, Atreo minaccia dure punizioni se l'affronto persisterà, cosicché la madre promette di riportargliela.

### Atto quarto
Ricevuta da Erope una dichiarazione del suo amore, Tieste si sente legittimato appieno a lottare per non perderla. Atreo raggiunge Erope che, tremante e in preda ai sensi di colpa, chiede di essere uccisa. Atreo le intima di pentirsi e sedare il fuoco che divora il suo cuore; Erope non riesce più a nascondere il suo segreto e rivela ad Atreo l'esistenza del bambino e il matrimonio segreto. Il re, toccato nel profondo, vede confermati i propri sospetti. A parole, tuttavia, afferma di dover ormai rinunciare all'amata, dal momento che l'unione di Erope e Tieste è ormai sancita e non può essere revocata.

### Atto quinto
Ora che i segreti sono stati svelati, anche Ippodamia e Polemone riconoscono l'unione tra Tieste ed Erope come legittima. Assieme alla sposa Tieste potrà recarsi a Micene, dove il trono è stato apprestato per lui. Polemone teme però la vendetta di Atreo; i suoi sospetti trovano un'atroce conferma nel momento in cui la pace tra i fratelli deve essere suggellata. Viene portata la coppa di Tantalo, simbolo del giuramento, in cui Tieste dovrà bere, ma prima che egli bagni il labbro giunge Megara, la quale rivela che il piccolo le è stato rapito. Nella coppa è presente il suo sangue, e a Tieste non resta che suicidarsi.

## L'opera
Edita per la prima volta a Ginevra nel 1772, apparve quello stesso anno a Venezia nella traduzione di Elisabetta Caminer. La versione francese del 1789, stampata postuma nel sesto volume delle Œuvres complètes, presentava un finale alternativo, con Atreo che uccideva di sua mano Tieste ed Erope.
L'edizione ginevrina si apriva con lo Squarcio d'una lettera dell'autore (Fragment d'une lettre), in cui Voltaire indicava nella « famiglia d'Atreo, da Pelope fino ad Ifigenia come l'officina, in cui dovettero esser fabbricati i pugnali di Melpomene », ossia come il soggetto tragico per eccellenza. Una tragedia, secondo il poeta illuminista, deve essere corredata dalla forza delle passioni, dei delitti e dei rimorsi.
Dopo che gli autori romani avevano trattato in modo sguaiato le vicende dei due fratelli nemici, prosegue, Crébillon vi ha restituito - con Atrée et Thyeste (1707) - un orrore e una dignità che hanno rivalutato l'argomento. Tuttavia, quattro difetti pregiudicano i risultati dell'opera: una vendetta eseguita vent'anni dopo l'affronto subito, incapace di suscitare interesse, la mancanza di un conflitto interiore in Atreo, la presenza gratuita di una storia d'amore che serve solo « a riempire il vacuo della tragedia », e i cattivi versi in cui è stata redatta. Con l'intenzione di rimediare a siffatti errori, conclude l'autore, è stata data vita a I Pelopidi.
Nel 1797 Foscolo fece rappresentare e poi pubblicare il Tieste, che si ispira nella struttura alla tragedia di Voltaire, nonostante molto diverso sia lo spirito di cui è pervaso.